# Dominó

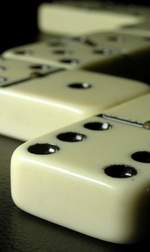
Dominó

A modern dominójáték a 18. századból, Olaszországból származik, de elődjét a 13. századi Kínában készítették el, elképzelhető, hogy olasz kereskedők hozták Európába a játékot. 28 darab, két egyforma részre osztott lapocskából áll, mindkét felén különböző számú pontok (0-6) kombinációja található. Azt, amelynek mindkét felén azonos pont található, duplának vagy kettősnek nevezik.
A 0-tól 8-ig pontozott dominó 45 lapocskából áll.
A 0-tól 9-ig pontozott dominó 55 lapocskából áll.
A dominókkal több játék is játszható, nem is beszélve a dominódöntő játékról.

## Szabályai

### Klasszikus dominó
Minden játékos (2-4 személy) kiválaszt találomra hét dominót, ha esetleg maradnak darabok, azok alkotják a talont. Az első játékos kitesz egy dominót az asztalra pontokkal felfelé, azután a többi játékos egymásután letehet a sor bármelyik végére egy-egy újabb dominót, feltéve, hogy az érintkező lapok szomszédos oldalán azonos számú pont található. Ha a játékos nem tud a sorhoz csatolni egy újabb elemet a birtokában lévő dominókból, akkor a talonból kell választania egy új darabot magának. Az a játékos nyer, aki elsőként tudja lerakni az összes dominóját. Ellenfelei megmaradó pontjainak összegével (a maradék lapocskák összesített pontjaival) azonos számú pontot kap.
A "Dupla hatos" dominókészlet helyett használhatók más készletek is, mint "Dupla kilences", "Dupla tizenkettes", "Dupla tizenötös", sőt "dupla nyolcas" készlet.
A készlet neve a legnagyobb előforduló számot kétszer tartalmazó lapot jelenti, pl. dupla hatos esetén a legnagyobb dominólap mindkét végén hatos szerepel, vagyis duplán hatos. Angol dominókon ez így szerepel: "Double 6 Dominos"
A játékot legalább két főtől ajánlott játszani, bár vannak pasziánsz-szerű magányos változatai is. A készlet és a választott játék szerint akár nyolcan is játszhatnak vele ("Dupla 12"-vel pl. Mexikói vonat).
Először meghatározott számú lapot kell minden játékosnak felhúzni a lefordított és összekevert dominók közül, majd a kezdés megegyezés kérdése. Lehetséges, hogy első körben a legfiatalabb (vagy legidősebb) kezd, a további körökben az előző körök nyertese (vagy vesztese). A megállapodás szerint lehetséges a talonból felfordított laphoz kezdeni, vagy a kezdő játékos saját lapjai közül teszi le a tetszése szerintit. A legcélszerűbb és minden vitát kizáró kezdés, amikor a felhúzott lapok alapján az a játékos kezd, akinél a legnagyobb dupla dominólap van, és ezzel a lappal indít.

### Más változatai
Egy másik módja a játéknak a legnagyobb dupla lappal kezdődik és a lapnak mind a négy oldalához lehetséges csatlakozni, négy ágat indítva így. Ennél a változatnál a lapokat végeikkel (rövid oldalukkal) rakjuk egymás után, kivéve a duplákat, mert azokat oldalt is lehet rakni, és akkor a két vége irányába is folytatódhat az ág, vagyis a dominósor háromfelé mehet tovább a duplától (a kezdőtől négyfelé). Az nyer, aki először "kimegy", vagyis lerakja az összes lapját. Megegyezés szerint lehetséges, hogy addig nem nyer senki, amíg a talonban vannak lapok.
Ha valaki nem tud rakni, az a talonból húz helyette. Ha a talon elfogyott, akkor az egyik végről kell lapot felvennie. Ha nehezíteni akarunk a játékon, akkor addig kell húzni, amíg nem tud rakni, ha felhúzza az összeset a talonból, és mégsem tud tenni, akkor az egyik végéről kell felvennie lapot.
Visszatérve a kezdéshez, az, hogy mennyi lapot húzunk fel, a készlet nagyságától függ. Double 9-es készletnél négyfős játéknál hét-hét lapot húzunk fejenként, vagyis az 55 lapból 28 db kerül kézbe. Ha hárman játszunk, akkor 9-9 lapot (27 db kézben), ha ketten, akkor 13-13 lapot. Ez szintén megszokás és megegyezés kérdése.
Mexikói vonatnál, Double 12 dominókészlettel, 2-4 főig 15 lapot vesznek fel, 5-6 fő esetén 12 db-ot, 7-8 fő esetén 11-et fejenként. De ez elég bonyolult, nem tudom pontosan a szabályokat, hogy mikor lehet más vonatához is tenni és mikor nem.

### Szuperdominó
Szuperdominó játék esetén mindenki kilencet húz, és a kezdő dupla lap mind a hat helyére lehet tenni vagy a megkezdett oldalak végére. Duplát csak megegyező laphoz lehet letenni vagy olyan kártyák végére, aminek a szabad vége 13. Ha valaki 15-re végződő kártyát tesz le, akkor a többi játékosnak azonnal húzniuk kell a talonból. Ha 14-et hagy valaki, akkor tehet még egy lapot, ha tud. Ha 13-at tesz le valaki, akkor megátkozták a játékot, és a következőnek kettőt kell húznia a talonból, és letenni vagy egy bármilyen duplát vagy egy másik 13-as lapot. A dupla feloldja az átkot, de ha dupla 13-ast tesz le valaki, a másik 13-asnál folytatódik. Ha nem tud tenni lapot a húzás után sem, akkor addig megy körbe az átok (kettőt kell húzni), amíg valaki le tud tenni egy másik 13-ast vagy egy duplát. Ha valaki hármat tesz le, akkor megváltozik a játék iránya. Ha addig az óramutató járása szerint haladtak, akkor ezután fordítva jönnek a játékosok. Ha valaki duplát tesz le, az utána következő kimarad a körből. Ha valaki nem tud lapot letenni, húznia kell két lapot a talonból és letenni, ha tud. Ha a húzás után se tud letenni lapot, akkor passzol, és a következő jön. A kezdő duplánál ugyanazok a szabályok vonatkoznak, mint a lerakott lapoknál: 15-15 esetén mindenki azonnal felhúz egy lapot, 14-14-nél a kezdő tehet egy lapot rögtön – ha tud. 13-13-nál azonban mind a hat oldalt folytatni kell egy-egy 13-valami lappal, csak ezután lehet a végeken folytatni.

### A dominójáték megnyerése
A játékot az nyeri, aki leghamarabb "kimegy", vagyis elhasználja az összes lapját. A játék folytatható, amíg mindenki – egy kivételével – "kimegy". Vagy lehet pontozni, kétféleképpen:
- a győztes annyi pontot kap, ahány kártya maradt a többieknél (és esetleg a talonban, ha úgy egyeztek meg, hogy a talon elfogyása előtt is nyerhet valaki);
- a győztes annyi pontot kap, ahány pötty van a nem győztesek megmaradt lapjain.

Ha pontozásra játszunk, akkor célszerű legalább annyi partit lejátszani, ahányan a játékban részt vesznek. Hogy valamikor vége lehessen, meg lehet egyezni, hogy akkor hagyják abba a mérkőzést, amikor valamelyikük pl. 50 pontot elért.